# Gordionus punctulatus
Gordionus punctulatus är en tagelmaskart som beskrevs av Heinze 1937. Gordionus punctulatus ingår i släktet Gordionus och familjen Chordodidae. Inga underarter finns listade i Catalogue of Life.